# دوري كرة القدم الأمريكي
دوري كرة القدم الأمريكي (USFL) كان دوريًا محترفًا لكرة القدم الأمريكية لعب لموسمين، من 1983 حتى 1985. لعب الدوري جدولًا في الربيع/الصيف في كل مواسمه النشطة. كان من المقرر لعب موسم 1986 في الخريف/الشتاء، منافسًا مباشرة لدوري الرابطة الوطنية لكرة القدم (NFL) طويل الأمد. ومع ذلك، توقف الدوري عن العمل قبل أن يبدأ ذلك الموسم.
تم تصور أفكار الدوري في عام 1965 من قبل رجل الأعمال من نيو أورلينز ديفيد ديكسون، الذي رأى سوقًا لدوري كرة قدم محترف يلعب في الصيف، عندما يكون دوري الرابطة الوطنية لكرة القدم وكرة القدم الجامعية في فترة التوقف. كان ديكسون لاعبًا رئيسيًا في بناء لويزيانا سوبردوم وتوسيع دوري الرابطة الوطنية لكرة القدم إلى نيو أورلينز في عام 1967. طور "خطة ديكسون" — مخططًا للدوري يعتمد على تأمين ملاعب من مستوى دوري الرابطة الوطنية لكرة القدم في أكبر الأسواق التلفزيونية، وتأمين عقد بث تلفزيوني وطني، والتحكم في الإنفاق — ووجد مستثمرين مستعدين للشراء.
على الرغم من أن المالكين الأصليين للفرق ومؤسسي الدوري وعدوا بالالتزام بالإرشادات العامة التي وضعتها خطة ديكسون، إلا أن المشاكل ظهرت قبل أن تبدأ الفرق باللعب، حيث واجهت بعض الفرق مشاكل مالية وعدم استقرار من البداية. بسبب ضغط من دوري الرابطة الوطنية لكرة القدم، واجهت بعض الفرق صعوبة في تأمين عقود إيجار في الملاعب التي كانت تستخدمها أيضًا فرق دوري الرابطة الوطنية لكرة القدم، مما أجبرها على البحث عن أماكن بديلة في مدنها أو الانتقال بسرعة إلى سوق جديد. لم يكن لدى الدوري حد أقصى للرواتب، وبسبب هذا، رفعت بعض الفرق رواتب اللاعبين إلى مستويات غير مستدامة على الرغم من الوعود بالحفاظ على التكاليف تحت السيطرة. بينما التزمت حفنة من فرق الدوري بخطة ديكسون وكانت مستقرة نسبيًا، عانت فرق أخرى من أزمات مالية متكررة، وكانت هناك العديد من عمليات نقل الفرق ودمجها وتغيير ملكيتها خلال وجود الدوري القصير؛ ومع ذلك، لم تنتهي أي من فرقه فعليًا خلال أي موسم. تفاقمت هذه المشاكل عندما بدأ بعض المالكين في خوض حروب مزايدة على اللاعبين النجوم ضد فرق دوري الرابطة الوطنية لكرة القدم وبعضهم البعض، مما أجبر المالكين الآخرين على فعل الشيء نفسه أو مواجهة عيب تنافسي.
على أرض الملعب، كان الدوري يعتبر منتجًا جيدًا نسبيًا. كان لدى العديد من المدربين والمسؤولين التنفيذيين للفرق خبرة في دوري الرابطة الوطنية لكرة القدم، وحصل العديد من أفضل اللاعبين والمدربين في دوري الرابطة الوطنية لكرة القدم على بدايتهم في الدوري الجديد، بما في ذلك عدة أشخاص تم إدخالهم لاحقًا في قاعة مشاهير محترفي كرة القدم. فاز ميشيغان بانثرز بأول بطولة للدوري في عام 1983. فاز فيلادلفيا ستارز ببطولة الدوري الثانية في عام 1984، وبعد الانتقال إلى بالتيمور، فاز ببطولة الدوري الأخيرة في عام 1985 كفريق بالتيمور ستارز في ما كان فعليًا إعادة لمباراة البطولة الأولى للدوري.
في أغسطس 1984، صوت الدوري للانتقال من جدول الربيع إلى جدول الخريف في عام 1986 للمنافسة مباشرة مع دوري الرابطة الوطنية لكرة القدم. تم ذلك بناءً على إلحاح المالك الأغلبية لنيو جيرسي جنرالز دونالد ترامب وحفنة من المالكين الآخرين كطريقة لإجبار اندماج بين الدوريات. كجزء من هذه الاستراتيجية، رفع الدوري دعوى مكافحة الاحتكار ضد دوري الرابطة الوطنية لكرة القدم في عام 1986، وحكمت هيئة المحلفين بأن دوري الرابطة الوطنية لكرة القدم قد انتهك قوانين مكافحة الاحتكار. ومع ذلك، في انتصار بالاسم فقط، حصل الدوري على حكم بقيمة دولار واحد فقط، والذي بموجب قوانين مكافحة الاحتكار، تم تضاعفه إلى 3 دولارات. أنهى هذا القرار القضائي وجود الدوري فعليًا. لم يلعب الدوري موسم 1986 المخطط له، وبحلول الوقت الذي توقف فيه، كان قد خسر أكثر من 163 مليون دولار.

## مستوى المواهب

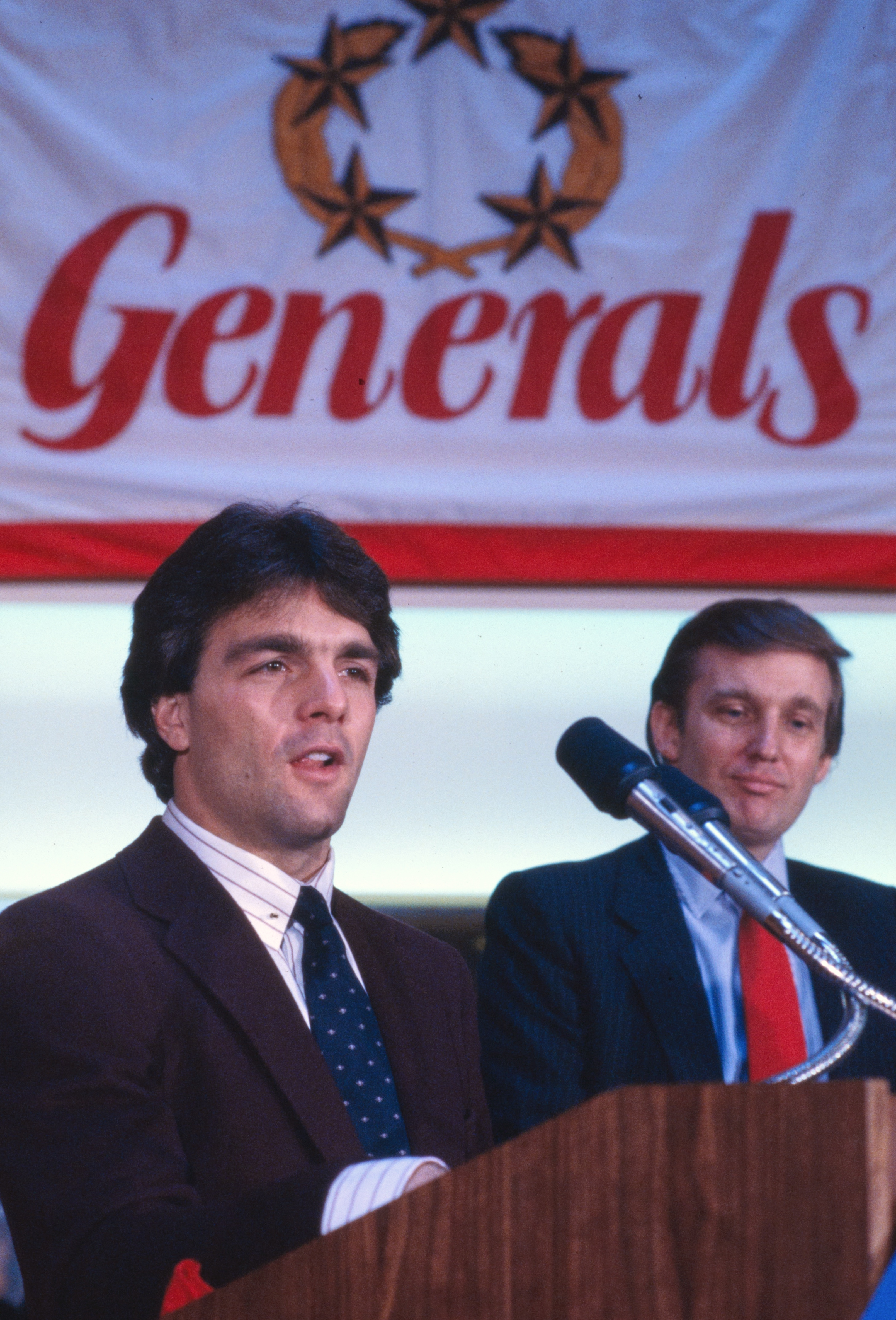
دوغ فلوتي ودونالد ترامب في مؤتمر صحفي لفريق نيوجيرسي جنرالز في فبراير 1985

وقع ثلاثة فائزين متتاليين بجائزة هايزمان تروفي مع فرق الدوري مباشرة بعد التخرج من الكلية: هيرشيل ووكر لاعب جورجيا ودوغ فلوتي لاعب بوسطن كوليدج وقعا مع نيو جيرسي جنرالز، ومايك روزير لاعب نبراسكا وقع مع بيتسبرغ مولرز.
بدأ أعضاء مستقبليين في قاعة مشاهير محترفي كرة القدم مثل ريجي وايت لاعب جامعة تينيسي، وغاري زيمرمان لاعب جامعة أوريغون، وجيم كيلي لاعب جامعة ميامي، وستيف يونغ لاعب جامعة بريغام يونغ، وسام ميلز لاعب جامعة مونتكلير ستيت حياتهم المهنية المحترفة مع فرق الدوري مثل ممفيس شوبوتس، ولوس أنجلوس إكسبريس، وهيوستن غامبلرز، ولوس أنجلوس إكسبريس، وفيلادلفيا ستارز على التوالي. لعب عدد من المحترفين القدامى في دوري الرابطة الوطنية لكرة القدم بمختلف مستويات المواهب في الدوري. حقق بعض البدلاء في دوري الرابطة الوطنية لكرة القدم مثل لاعبي الوسط تشاك فوسينا وكليف ستودت، ولاعب الخط بادي أيدليت، ولاعب الاستقبال جيم سميث نجاحًا محدودًا في دوري الرابطة الوطنية لكرة القدم لكنهم أصبحوا نجومًا كبارًا في الدوري. لكن العديد من البدلاء في دوري الرابطة الوطنية لكرة القدم واجهوا صعوبات أو لم ينجحوا أبدًا في الدوري. بالإضافة إلى ذلك، جذب الدوري أيضًا لاعبي دوري الرابطة الوطنية لكرة القدم الأساسيين، بما في ذلك حفنة في ذروة حياتهم المهنية مثل لاعب الوسط كليفلاند براونز الحائز على جائزة أفضل لاعب في دوري الرابطة الوطنية لكرة القدم لعام 1980 براين سايبي، ولاعب الوسط بوفالو بيلز الذي تم اختياره ثلاث مرات في برو باول جو كريبس، ولاعب الوسط كانساس سيتي تشيفس الذي تم اختياره ثلاث مرات في برو باول غاري باربارو.

## التاريخ

### الخلفية
لعقود عديدة بعد إنشائها، كانت كرة القدم الأمريكية تعتبر رياضة من الدرجة الثانية خلف كرة القاعدة التي كانت تعتبر لفترة طويلة الرياضة الوطنية لأمريكا. نتيجة لذلك، كانت حتى المستويات النخبة من كرة القدم الأمريكية تفتقر بشكل عام إلى الإمكانيات المالية لبناء مرافقها الخاصة والقوة السياسية لتأمين أموال عامة كبيرة لبناء مثل هذه المرافق، وبالتالي كانت مضطرة للعب بشكل أساسي في ملاعب كرة القاعدة التي تم تحويلها بسرعة لتناسب كرة القدم. ومع ذلك، نظرًا لأن كرة القدم الأمريكية تتسبب بشكل خاص في تآكل مفرط في أرضية الملعب العشبية الطبيعية، لم تكن أندية كرة القاعدة متحمسة لرؤية كرة القدم تُلعب في ملاعبها طوال موسم كرة القاعدة بأكمله. وبالتالي، لعب الحاجة إلى استخدام ملاعب كرة القاعدة دورًا كبيرًا في ضمان أن الدوري الوطني لكرة القدم الأمريكية والمنافسين الأوائل سيؤخرون بدء مواسمهم حتى سبتمبر عندما يكون موسم كرة القاعدة في نهايته، مما يوفر لأندية كرة القاعدة استخدامًا حصريًا لمرافقها في الربيع والصيف.
بدءًا من الخمسينيات، أدت عدد من التغييرات التكنولوجية والاتجاهات إلى جعل البعض يشكك في التوقيت التقليدي لموسم كرة القدم الأمريكية. على وجه الخصوص، أصبحت كرة القدم رياضة أكثر ربحية، وأدى اختراع العشب الاصطناعي والتطورات في نمو وصيانة العشب الطبيعي إلى جعلها أكثر عملية للعب كرة القاعدة وكرة القدم في نفس المرفق في نفس الوقت من العام، وأدى التأثير المتزايد للتلفزيون إلى جانب انتشار نظام المزارع الذي يتحكم فيه دوري كرة القاعدة الرئيسي في حقوق كرة القاعدة في جميع المستويات إلى جعل العديد من أندية كرة القاعدة الصغرى (التي يلعب بعضها في مرافق كبيرة يمكن تحويلها بسهولة لتناسب كرة القدم الرئيسية) أقل ربحية في حد ذاتها. أخيرًا، أدت الشعبية المتزايدة لكرة القدم الجامعية (التي تلعب أيضًا موسم الخريف لتتزامن مع فصل الخريف الدراسي) إلى بناء وتوسيع عشرات الملاعب الكبيرة للفرق الجامعية، والتي كانت في الغالب مخصصة لكرة القدم أو مصممة بشكل أساسي لكرة القدم، وكانت في الغالب في مدن بدون فرق كرة قدم محترفة.
في هذا البيئة، في عام 1965، بدأ ديفيد ديكسون، تاجر التحف من نيو أورلينز، والذي كان له دور أساسي في جلب نيو أورلينز سينتس (وبناء ملعبهم الحالي، السوبردوم) إلى مسقط رأسه، في تصور كرة القدم كرياضة محتملة في الربيع والصيف.
لم تكن هذه المرة الأولى التي يتم فيها استخدام اسم اتحاد كرة القدم الأمريكية؛ كانت هناك محاولة سابقة قصيرة الأجل في 1945 لبدء دوري بهذا الاسم.

### التنظيم

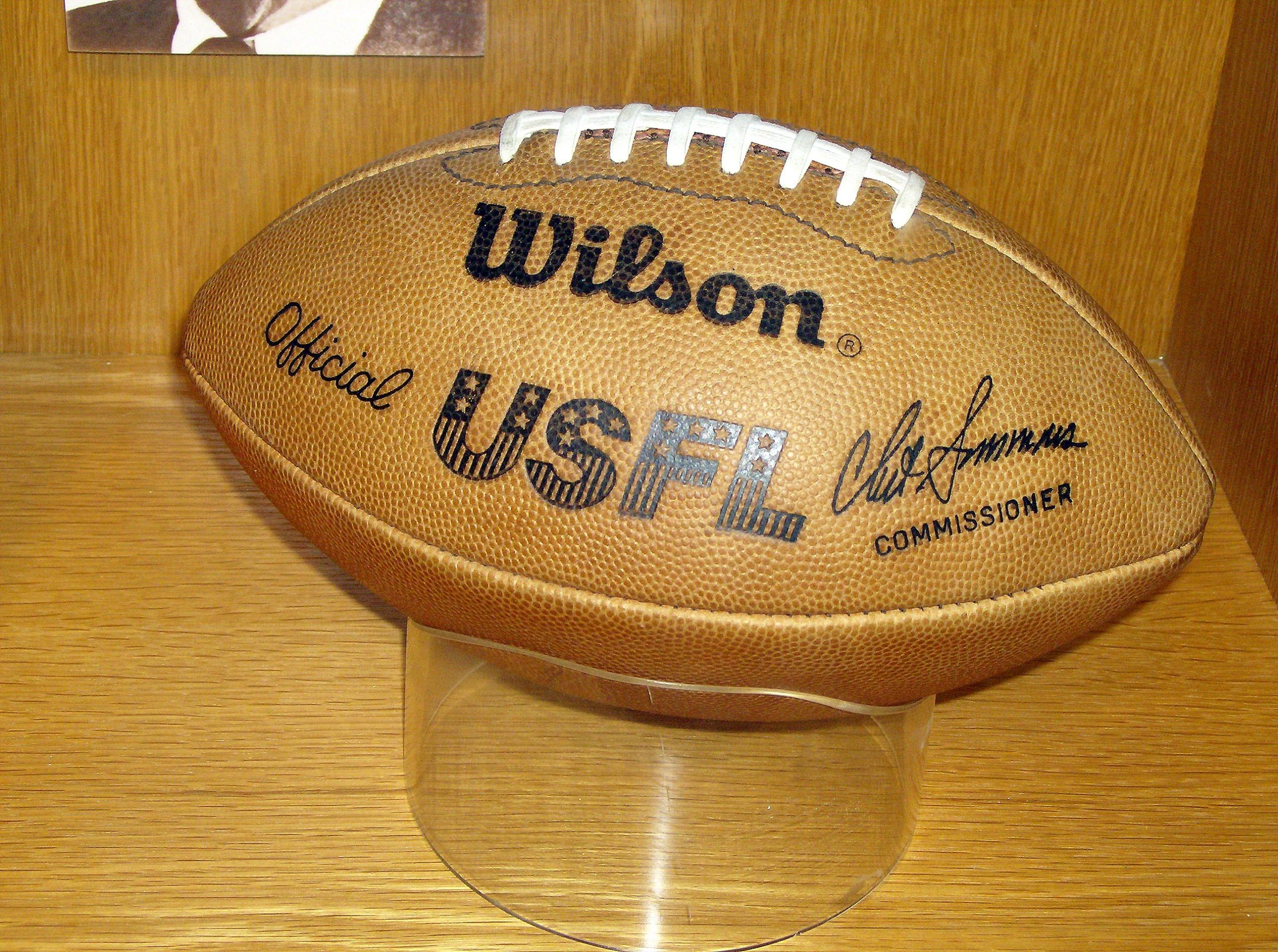
كرة القدم الرسمية للدوري.

على مدى الـ15 عامًا التالية، درس ديكسون آخر منافسين لهيمنة دوري الرابطة الوطنية لكرة القدم على كرة القدم المحترفة — دوري كرة القدم الأمريكية الناجح ودوري كرة القدم العالمي المضطرب. في عام 1980، كلف دراسة أجرتها فرانك ماجيد أسوسيتس والتي أظهرت نتائج واعدة لدوري كرة قدم في الربيع والصيف. كما وضع مخططًا لعمليات الدوري المستقبلية، والذي تضمن التعرض التلفزيوني المبكر، والترويج الثقيل في الأسواق المحلية، ومالكين لديهم الموارد والصبر لتحمل سنوات من الخسائر — وهو ما شعر أنه سيكون حتميًا حتى يجد الدوري قدميه. كما جمع قائمة بالفرق المستقبلية الموجودة في أسواق جذابة لشريك تلفزيوني محتمل.
كان ديكسون على علم تام بأن العديد من المحاولات لتحدي دوري الرابطة الوطنية لكرة القدم قد فشلت بسبب المشاكل المالية. على سبيل المثال، عانى دوري كرة القدم العالمي من فرق كانت تعاني من نقص التمويل لدرجة أنها لم تستطع تغطية النفقات الأساسية. مع وضع ذلك في الاعتبار، أراد ديكسون التأكد من أن فرق الدوري لديها الإمكانيات لوضع منتج موثوق على أرض الملعب. ولهذه الغاية، طلب الدوري من المالكين المحتملين الخضوع للفحص النافي للجهالة وتلبية متطلبات التمويل الصارمة. كما طُلب منهم تقديم خطاب ائتمان بقيمة 1.5 مليون دولار لحالات الطوارئ.
مع المدرب المحترم في الكلية ودوري الرابطة الوطنية لكرة القدم جون رالستون كأول موظف، وقع ديكسون على 12 مدينة — تسع منها كانت بها فرق دوري الرابطة الوطنية لكرة القدم بالفعل وثلاث لم تكن. كانت خطة ديكسون تدعو إلى وجود فرق في أكبر الأسواق التلفزيونية لإغراء الشبكات بتقديم عرض تلفزيوني للدوري. كانت جميع الفرق الـ12 الأولية تقريبًا موجودة في أكبر 13 سوق إعلامي في الولايات المتحدة في ذلك الوقت.
بعد ما يقرب من عامين من التحضير، أعلن ديكسون رسميًا عن تشكيل الدوري في نادي 21 في مدينة نيويورك في 11 مايو 1982، لبدء اللعب في عام 1983. تم تعيين رئيس إي إس بي إن شيت سيمونز كأول مفوض للدوري في يونيو 1982.
وفقًا لخطة ديكسون، إذا كان الدوري سينجح، فإنه يحتاج إلى إيرادات تلفزيونية وتعرض. في عام 1983، وقع الدوري عقودًا مع كل من شبكة البث التلفزيوني وشبكة الكابل التلفزيوني، التي كانت تبلغ من العمر أربع سنوات، لبث المباريات. حققت الصفقات حوالي 13 مليون دولار في عام 1983 و16 مليون دولار في عام 1984، بما في ذلك 9 ملايين دولار سنويًا من أيه بي سي. كانت لدى أيه بي سي خيارات لموسم 1985 بقيمة 14 مليون دولار ولموسم 1986 بقيمة 18 مليون دولار. كل أسبوع، ستكون هناك مباراة تُبث على مستوى الوطن، بالإضافة إلى نسخة الدوري من كرة القدم ليل الاثنين.

### التعثرات قبل بدء اللعب
مثل جميع دوريات كرة القدم المحترفة الناشئة تقريبًا، واجه الدوري بعض العوامل خارج الملعب التي منعته من البدء مع العضوية المفضلة لديه. بدأت المشاكل عندما انسحب المالك الأصلي لفريق لوس أنجلوس، أليكس سبانوس، وأصبح بدلاً من ذلك مالكًا أقلية (وفي النهاية مالكًا أغلبية) لفريق سان دييغو تشارجرز التابع لدوري الرابطة الوطنية لكرة القدم. جيم جوزيف، مطور عقارات خسر أمام صديقه تاد تاوب في الحصول على فريق منطقة خليج سان فرانسيسكو التابع للدوري، كان يعتقد أنه سيكون راضيًا بأن يكون مالكًا جزئيًا لفريق أوكلاند إنفيدرز. عندما أصبح فريق لوس أنجلوس الأكثر ربحية متاحًا، استحوذ جوزيف على حقوق المنطقة. تم رفض طلب مالكي فريق سان دييغو التابع للدوري، بيل دانييلز وآلان هارمون، للحصول على عقد إيجار لملعب جاك مورفي. بينما كان ذلك جزئيًا بسبب الضغط من فريق تشارجرز، جاءت المعارضة الرئيسية من فريق بادريس التابع لدوري كرة القاعدة الرئيسي الذي كان يحمل عقد إيجار الملعب في ذلك الوقت ولم يرغب في رؤية كرة القدم تُلعب في المرفق طوال موسم كرة القاعدة. كانت لوس أنجلوس تعتبر حاسمة لنجاح الدوري، وشعر ديكسون وسيمونز أن اثنين من كبار رجال الأعمال في مجال الكابل سيكونان أكثر ملاءمة لقيادة جهود الدوري هناك. أجبر جوزيف على نقل عملياته. افتتح الفريق اللعب في فينيكس، أريزونا، حيث أصبح أريزونا رانغلرز. أصبح فريق دانييلز وهارمون لوس أنجلوس إكسبريس.
واجه فريق بوسطن التابع للدوري، بريكرز، أيضًا مشاكل في الملعب. أرادت مجموعة ملكية بوسطن اللعب في ملعب هارفارد، لكنها لم تستطع إغلاق صفقة مع الجامعة؛ كان ملعب فوكسبورو مملوكًا لفريق نيو إنجلاند باتريوتس، الذي لم يكن مستعدًا لمشاركة مكانه مع منافس، بينما كان ملعب فينواي بارك يستخدم في الربيع من قبل فريق بوسطن ريد سوكس وكان أيضًا غير متاح، وملعب الخريجين في حرم كلية بوسطن، لأسباب لم تُعلن أبدًا، رفض أيضًا. أخيرًا تمكنوا من التفاوض على عقد إيجار للعب في ملعب نيكرسون في حرم جامعة بوسطن، وهو مرفق يتسع لـ21,000 شخص فقط.
كانت هناك خطط لتأسيس أربعة فرق في كندا قبل الموسم الافتتاحي، في فانكوفر، إدمونتون، مونتريال ومنطقة تورونتو (مع الأخيرة التي ستلعب في ملعب إيفور وين). تم دفع الاقتراح من قبل جون إف. باسيت، الكندي الذي سيصبح لاحقًا مالك فريق تامبا باي بانيتس التابع للدوري. ومع ذلك، حذر السيناتور كيث دافي من أن الحكومة الكندية ستتصرف لحماية دوري كرة القدم الكندي (الدوري الذي كان فيه جميع المدن الكندية المذكورة أعلاه بها فرق) من المنافسة. تم اقتراح قانون كرة القدم الكندية، ولكن لم يتم الموافقة عليه، عندما حاول باسيت تأسيس تورونتو نورثمن في دوري كرة القدم العالمي في عام 1974. كان مثل هذا التشريع سيحظر دوريات كرة القدم الأمريكية من اللعب في كندا. على وجه الخصوص، كان فريق مونتريال التابع لدوري كرة القدم الكندية، كونكوردس، على أرضية مالية هشة، حيث تم تأسيسه حديثًا ليحل محل فريق ألويتس الذي انتهى للتو. أدى ذلك إلى تخلي باسيت عن الفكرة.
بمجرد بدء اللعب بالفعل، واجه الدوري نفس النوع من عدم الاستقرار في الفرق، والنقل، والإغلاقات التي واجهتها جميع دوريات كرة القدم المحترفة تقريبًا، بما في ذلك دوري الرابطة الوطنية لكرة القدم، في سنواتها الأولى.

### موسم 1983
- أنهى واشنطن فيدرالز الموسم متعادلاً مع أريزونا رانغلرز كأسوأ فريق في الدوري بسجل 4–14. كان الفيدرالز يدربهم رابع أنجح مدرب في دوري كرة القدم الكندية في ذلك الوقت، راي ياوتش. كان الفريق يعاني من الإصابات والأخطاء، داخل وخارج الملعب. قبل موسم 1983، تبادل الفريق حقوق صاحب أكبر عدد من الأكياس في الدوري، الظهير جون كوركر، إلى ميشيغان مقابل اختيار في الجولة الخامسة. على الرغم من التناوب على مركز الوسط، خسر الفيدرالز 8 مباريات بفارق منطقة إحراز الهدف أو أقل، وهو ما أعطى مالك الفريق بيرل برنهارد أملًا لموسم 1984. أنهى فريق 1983 الموسم في المركز قبل الأخير في الحضور حيث جذب 13,850 متفرجًا في المباراة الواحدة.
- ظهر هيرشل ووكر، ظهير نيو جيرسي جنرالز، كأول نجم في الدوري بعد أن ركض لـ1,812 ياردة و17 لمنطقة إحراز الهدف. ومع ذلك، فاز الفريق بـ6 مباريات فقط.
- فاز دنفر غولد بـ7 مباريات فقط من أصل 18 في عامهم الأول، لكنه أنهى الموسم في المركز الأول في الحضور حيث جذب متوسط 41,736 متفرجًا لمشاهدة فريق ضم عددًا من لاعبي برونكوز السابقين. التزم مالك الفريق رون بلاندينغ بميزانيته، وكان فخورًا برؤية فريقه يهزم شيكاغو بليتز ذو الميزانية الكبيرة في شيكاغو 16–13 في الأسبوع الثالث بعد منطقة إحراز الهدفركض في آخر 22 ثانية. أقال بلاندينغ المدرب المحبوب ريد ميلر بعد بداية 4–7، لكنه كان لا يزال قادرًا على إنهاء الموسم بحضور قوي. بسبب الأعداد المنخفضة للحضور والإنفاق الزائد على اللاعبين في جميع الفرق الأخرى في الدوري، كان غولد دنفر هو الفريق الوحيد في الدوري الذي حقق ربحًا في عام 1983.
- أنهى أوكلاند إنفيدرز الموسم بسجل 9–9 وفاز ببطولة القسم الهادئ بفضل أداء لاعب الوسط البالغ من العمر 29 عامًا فريد بيسانا ولاعب الوسط راي تشيستر وآرثر ويتينغتون السابقين في أوكلاند رايدرز. لعب بيسانا لفريق توين سيتي كوغارز التابع لدوري كرة القدم في كاليفورنيا من 1980 إلى 1982، لكنه لعب كلاعب محترف متمرس، حيث أنهى الموسم كثاني أفضل لاعب تمرير في الدوري.
- على الرغم من فريق قوي قاده لاعب الوسط البالغ من العمر 36 عامًا جوني والتون السابق في دوري كرة القدم العالمي والظهير المخضرم في دوري كرة القدم الكندية ريتشارد كرومب، لم يتمكن بوسطن بريكرز من جذب الحضور الكامل الذي يحتاجونه للبقاء في ملعب نيكرسون. (حتى عندما كانوا يبيعون جميع التذاكر في ملعب نيكرسون، كانوا لا يزالون يخسرون المال بسبب سعته الصغيرة.) أنهى بوسطن الموسم بسجل 11–7، وفشل بصعوبة في الوصول إلى التصفيات. كان والتون، الذي اعتزل كرة القدم المحترفة منذ سنوات، وقضى السنوات الثلاث السابقة في تدريب كرة القدم الجامعية، سابع أفضل لاعب تمرير في الدوري. كان بوسطن وواشنطن الفريقين الوحيدين في الدوري اللذين جذبا أقل من 14,000 متفرج في المباراة الواحدة في عام 1983. جذبت الفرق العشرة الأخرى أكثر من 18,000 متفرج في المباراة الواحدة.
- وصف الفريق الذي يدربه جورج ألين، شيكاغو بليتز، بأنه فريق "من مستوى دوري الرابطة الوطنية لكرة القدم" وكان المرشح الأقوى للفوز باللقب وهيمنة بقية الدوري. كان الفريق مليئًا باللاعبين المهرة، بقيادة لاعب الوسط المخضرم في دوري الرابطة الوطنية لكرة القدم غريغ لاندري، والظهير الجديد تيم سبنسر من ولاية أوهايو، ولاعب الاستقبال الجديد ترومين جونسون من غرامبلينغ. في الأسبوع الثاني، جاء فريق أريزونا رانغلرز الذي يملكه جيم جوزيف بقيادة لاعب الوسط الجديد آلان ريشير من جامعة ولاية لويزيانا من عجز 29–12 في الربع الرابع ليهزم شيكاغو بليتز 30–29 في مباراة اعتبرها الكثيرون أكبر مفاجأة في تاريخ الدوري. خسر شيكاغو بليتز خمس مباريات أخرى في الموسم العادي وتم تجاوزه من قبل ميشيغان للفوز ببطولة القسم المركزي. في الجولة الأولى من التصفيات، حمل شيكاغو بليتز تقدمًا 38–17 إلى الربع الرابع أمام فيلادلفيا ستارز المضيف قبل أن يخسر أمام فيلادلفيا ستارز 44–38 في الوقت الإضافي.
- أنهى فيلادلفيا ستارز الموسم كأفضل فريق في الدوري بسجل 15–3. بقيادة المدرب جيم مورا، لاعب الوسط المخضرم في دوري الرابطة الوطنية لكرة القدم تشاك فوسينا، الظهير الجديد كلفن براينت من ولاية كارولينا الشمالية ودفاع قوي جدًا بقيادة الظهير سام ميلز، وصل فيلادلفيا ستارز إلى مباراة البطولة حيث كاد أن يعود من عجز 17–3 في الربع الثالث قبل أن يخسر 24–22 أمام ميشيغان بانثرز.
- قرر مالك ميشيغان بانثرز أ. ألفريد توبمان بسرعة أنه مستعد للدفع لملء الثغرات في فريقه بمواهب من مستوى دوري الرابطة الوطنية لكرة القدم. في بداية الموسم، وقع ميشيغان بانثرز مع لاعبين مخضرمين في دوري الرابطة الوطنية لكرة القدم مثل الحارس ثوم دورنبروك، لاعب خط الهجوم راي بيني، الظهير كليو ميلر[9] ولاعب خط الدفاع جون باناسزاك. نتيجة لذلك، بعد بداية 1–4، تجمع الفريق وأنهى الموسم العادي بسجل 11–2، متجاوزًا شيكاغو للفوز ببطولة القسم المركزي. أطاح الفريق بأوكلاند في التصفيات 37–21 وصمد أمام عودة متهورة من فيلادلفيا ستارز ليصبح أول بطل للدوري.

بشكل عام، كان الموسم الافتتاحي ناجحًا للدوري. كان الحضور متوافقًا مع توقعات الدوري بحوالي 25,000 متفرج في المباراة الواحدة، وتجاوزت التقييمات التلفزيونية التوقعات قليلاً (متوسط تقييم نيلسن 6.1، بينما كان الدوري يهدف إلى 5.0). كانت طريقة اللعب مثيرة وممتعة، وتم الاعتراف عمومًا بأن بطولة 1983 كانت مباراة أكثر إثارة من معظم مباريات السوبر بول في ذلك العصر. حتى في المدن التي لم يكن فيها المشجعون كثيرين، كانت قاعدة المشجعين متحمسة؛ أشار الفيلم الوثائقي Small Potatoes: Who Killed the USFL? إلى مباراة في الموسم العادي حيث اقتحم مشجعو بوسطن بريكرز الملعب بعد فوز متأخر على فيلادلفيا ستارز في ملعب نيكرسون.

### فترة ما بين موسمي 1983–1984
- في سبتمبر 1983، تم بيع نيو جيرسي جنرالز من قبل ج. والتر دنكان إلى رجل الأعمال العقاري دونالد ترامب. في العام السابق، تم اختيار ترامب ليكون المالك الأصلي للفريق، لكنه انسحب من أجل تقديم عرض غير ناجح لشراء فريق بالتيمور كولتس التابع لدوري الرابطة الوطنية لكرة القدم؛ ومنح الدوري الفريق لاحقًا إلى دنكان بدلاً من ذلك.
- لم يتمكن بوسطن بريكرز من العثور على مكان أكثر ملاءمة داخل بوسطن والمناطق المحيطة بها، لذلك تم نقل بوسطن بريكرز إلى نيو أورلينز في 18 أكتوبر 1983،[10] وتم بيعه لاحقًا لرجل الأعمال من نيو أورلينز جوزيف كانيزارو.
- مع تفاقم الإنفاق غير المنضبط، باع بلاندينغ دنفر غولد إلى دوغ سبيدينغ مقابل 10 ملايين دولار. يُعتقد على نطاق واسع أن بلاندينغ هو المالك الوحيد الذي حقق ربحًا من الدوري.
- مع الحاجة إلى رأس مال جديد، اختار الدوري توسيع عضوية الدوري من 12 إلى 18 فريقًا، بإضافة بيتسبرغ مولرز، هيوستن غامبلرز، سان أنطونيو غانسلينجرز، ممفيس شوبوتس، أوكلاهوما أوت لوز وجاكسونفيل بولز. كانت خطة ديكسون تدعو إلى التوسع إلى 16 فريقًا في السنة الثانية للدوري. كان من المقرر أن يلعب أوكلاهوما أوت لوز في سان دييغو، ولكن كما كان الحال مع ما أصبح لوس أنجلوس إكسبريس، لم يتمكنوا من الحصول على عقد إيجار لـملعب جاك مورفي. افتتح أوكلاهوما أوت لوز اللعب في تولسا في ملعب سكلي. لم يكن هيوستن غامبلرز فريقًا توسعيًا تقنيًا. كان المؤسس ديفيد ديكسون قد حجز فريقًا لنفسه عند تأسيس الدوري. اختار عدم تشكيل فريق في عام 1983 للمساعدة في توجيه الدوري. بحلول عام 1984، كان ديكسون يشعر بالاشمئزاز من المسار الذي كان الدوري يسير فيه وكان الملاك الآخرون للدوري يشعرون بالضيق من شكاوى ديكسون المستمرة بشأن الإنفاق الزائد.[11][12] بموافقتهم، باع ديكسون فريقه مقابل مبلغ أقل قليلاً من رسوم التوسع البالغة 6 ملايين دولار. أصبح فريق ديكسون هيوستن غامبلرز.
- بعد أن شاهد أريزونا رانغلرز يخسر عشر مباريات متتالية لينهي الموسم بسجل 4–14 (متعادلاً مع واشنطن كأسوأ فريق في الدوري) وربما الأهم من ذلك، شاهد الحضور يذبل في حرارة الصيف في ملعب سان ديفيل، قرر جوزيف بيع أريزونا رانغلرز. في الوقت نفسه، على الرغم من وجود المدرب الأكثر شهرة في الدوري، جورج ألين، وكونه على الأقل ثالث أفضل فريق في الدوري، جذب شيكاغو بليتز 18,133 متفرجًا فقط في المباراة الواحدة، غير قادر على منافسة دوري كرة القاعدة مع كابس ووايت سوكس، حيث كان الأخير في طريقه إلى التصفيات لأول مرة منذ 24 عامًا. شعر مالك شيكاغو بليتز الدكتور تيد ديثرتش، المقيم في فينيكس، أن الخسائر لا تبرر استثمارًا بعيدًا جدًا عن منزله في فينيكس. باع ديثرتش شيكاغو بليتز إلى جراح القلب في ميلووكي جيمس هوفمان، ثم اشترى أريزونا رانغلرز من جوزيف. بعد فترة وجيزة من إغلاق ديثرتش لصفقة شراء أريزونا رانغلرز، قام هو وجيمس هوفمان بتبادل أصول فريقهما — طاقم التدريب، معظم اللاعبين، والكل. بالنسبة لمشجعي شيكاغو بليتز، بدا أن هوفمان قد تخلص من أحد الفرق النخبة في الدوري لصالح فريق تعادل في أسوأ سجل في الدوري. في الحقيقة، كان الأمر أسوأ من ذلك. في دوري يعاني من نقص في لاعبي الوسط المهرة، بقي لاعب الوسط آلان ريشير في أريزونا. سيضم شيكاغو بليتز الجديد لاعب الوسط المخضرم فينس إيفانز (الذي وقع في نوفمبر 1983 عقدًا لمدة أربع سنوات بقيمة 5 ملايين دولار). في يناير، قدم شيكاغو بليتز عرضًا كان سيكون أكبر عقد في كرة القدم — 2 مليون دولار سنويًا لمدة ثلاث سنوات — إلى ظهير شيكاغو بيرز والتر بايتون. نصح بايتون بأنه سيفكر في العرض، لكنه لن يستعجل من قبل شيكاغو بليتز. كان من المقرر أن يبدأ موسم 1984 لشيكاغو بليتز في 27 فبراير 1984، ولم يحققوا نجاحًا كبيرًا في بيع تذاكر الموسم. كان شيكاغو بليتز بحاجة إلى توقيع بايتون بسرعة لمساعدة مبيعات تذاكر الموسم، لذلك وضعوا موعدًا نهائيًا للعرض في 9 فبراير 1984.[13] قبل أن يقرر، سحب شيكاغو بليتز العرض مدركين أنهم ببساطة لا يملكون الأموال.[14] مع فريق أقل موهبة وبدون أسماء كبيرة لإثارة المشجعين، كانت مبيعات تذاكر الموسم لشيكاغو بليتز منخفضة بشكل متوقع، على الرغم من أن هوفمان أنفق الكثير من المال على الإعلانات. قبل بداية الموسم مباشرة، غادر هوفمان شيكاغو بليتز محبطًا، تاركًا الفريق للمالكين الأقلية.
- بالإضافة إلى شراء ترامب لنيو جيرسي جنرالز، تم بيع لوس أنجلوس إكسبريس إلى ج. ويليام أولدنبورغ. اعتقد الدوري أن الفرق الموجودة في أكبر سوقين في البلاد كانت مملوكة لأصحاب الأموال الأكثر عمقًا. ذهب ترامب وأولدنبورغ في موجة توقيعات. استهدف ترامب عدة لاعبين أساسيين في دوري الرابطة الوطنية لكرة القدم، بما في ذلك لاعب الوسط براين سايبي من كليفلاند براونز. استهدف لوس أنجلوس إكسبريس التابع لأولدنبورغ عددًا من اللاعبين الجامعيين المرموقين. أدى ذلك، إلى جانب النقص العام في لاعبي الوسط المهرة (فقط تسعة لاعبي وسط في الدوري المكون من 12 فريقًا أنهوا موسم 1983 بتقييمات تمرير أعلى من 70) والظهير (حتى في موسم مكون من 18 مباراة، فقط ستة لاعبين تجاوزوا علامة 1000 ياردة ركض) إلى تفجير آخر في إنفاق الدوري حيث قامت فرق الدوري بمداهمة صفوف دوري الرابطة الوطنية لكرة القدم والجامعات للحفاظ على وتيرة الإنفاق.

### موسم 1984
- انتقل الدوري إلى طاقم تحكيم مكون من سبعة أفراد في عام 1984 بإضافة الحكم الجانبي.
- بعد خسارة كبيرة في المباراة الأولى 53–14 خارج أرضه أمام فريق التوسع جاكسونفيل بولز، تم إقالة مدرب واشنطن فيدرالز راي ياوتش. في الأسبوع الثاني، أصيب النجم كريغ جيمس. انهار الفريق. على الرغم من الأداء القوي من لاعب الوسط في عامه الثاني مايك هوهنزي، ولاعب الاستقبال جوي والترز، والظهير كورتيس بلدسو، أنهى الفريق الموسم بسجل 3–15، وخسر مرتين أمام فريق التوسع بيتسبرغ مولرز الذي سجل 3–15 وخسر جميع مبارياته ضد فرق التوسع. قبل سبع مباريات من نهاية الموسم، عُقد مؤتمر صحفي للإعلان عن بيع واشنطن فيدرالز إلى شيروود "وودي" وايزر الذي كان ينوي نقل الفريق إلى ميامي. كان من المقرر أن يدرب الفريق مدرب ميامي هوريكانز هوارد شنيلينبيرغر.
- بعد مباراتين، أعلن ويليام تاتهام الابن، نجل مالك أوكلاهوما أوت لوز ويليام تاتهام، أن ملعب سكلي غير كافٍ لدعم فريق محترف وأن أوكلاهوما أوت لوز سينتقل في العام التالي. على الرغم من هذا الوضع المؤقت، والطقس الربيعي السيئ، وسلسلة من عشر خسائر متتالية في نهاية الموسم، جذب الفريق متوسط 21,038 متفرجًا في المباراة الواحدة.
- بعد بضعة مباريات في الموسم، ومع صراع شيكاغو بليتز وبقاء المشجعين بعيدًا بأعداد كبيرة، كان الفريق على وشك الانهيار المالي. اضطر الدوري إلى السيطرة على شيكاغو بليتز لبقية موسم 1984 لحماية صفقات الدوري التلفزيونية التي تتطلب وجود فرق في أسواق نيويورك ولوس أنجلوس وشيكاغو. قبل أربع مباريات من النهاية، عُقد مؤتمر صحفي للإعلان عن أن إيدي إينهورن سيصبح المالك الجديد لفريق الدوري في شيكاغو.[15] في المؤتمر الصحفي، تم الإعلان أنه على الرغم من أن الفريق الجديد لن يكون شيكاغو بليتز، فإن فريق إينهورن سيحتفظ بحقوق جميع لاعبي وطاقم تدريب شيكاغو بليتز — مما يشير بقوة إلى أن الفريق سيلعب في موسم 1985.
- ظهر لاعب الوسط الجديد لفريق التوسع هيوستن غامبلرز جيم كيلي من جامعة ميامي كالنجم الثاني في الدوري وقاد فريقه للفوز بالمؤتمر المركزي بسجل 13–5. ألقى كيلي 44 منطقة إحراز الهدفوتجاوز 5,000 ياردة. سقط هيوستن غامبلرز أمام أريزونا رانغلرز الذي وصل إلى نهائي الدوري في التصفيات، 17–16.
- بلغت توقيعات لوس أنجلوس إكسبريس للاعبين الجامعيين البارزين ذروتها بتوقيع لاعب الوسط ستيف يونغ من جامعة بريغام يونغ بعقد مضمون بقيمة 40 مليون دولار — في ذلك الوقت، أكبر عقد في تاريخ كرة القدم المحترفة بفارق كبير. تأقلم اللاعبون الشباب ببطء مع اللعبة المحترفة واستمر لوس أنجلوس إكسبريس في التذبذب حول نسبة الفوز والخسارة. مع أحد أعلى كشوف المرتبات في الدوري وحضور ضعيف، تراكمت الخسائر المالية. يُقدر أن لوس أنجلوس إكسبريس خسر ما يصل إلى 15 مليون دولار في عام 1984. تمكن لوس أنجلوس إكسبريس من الوصول إلى التصفيات وهزم بطل الدوري الحالي ميشيغان بانثرز 27–21 في الوقت الإضافي الثالث، قبل أن يسقط أمام أريزونا رانغلرز الذي وصل إلى نهائي الدوري، 35–23.
- على الرغم من رؤية فريقه أريزونا رانغلرز يصل إلى مباراة البطولة،[16] كان تيد ديثرتش قد رأى ما يكفي. خسر الملايين للعام الثاني على التوالي. على الرغم من تشكيل فريق محسن بشكل كبير، لم يشهد سوى زيادة طفيفة في الحضور في أريزونا مقارنة بأرقام العام السابق.
- أنهى فيلادلفيا ستارز الموسم مرة أخرى بأفضل سجل في الدوري ووصل إلى مباراة البطولة، وهزم هذه المرة أريزونا رانغلرز، 23–3.

### فترة ما بين موسمي 1984–1985
- توقف مالك لوس أنجلوس إكسبريس، ج. ويليام أولدنبورغ، عن دفع فواتير الفريق في أواخر الموسم بعد أن كشفت التحقيقات الإعلامية والفيدرالية أنه كذب بشأن صافي ثروته. أخبار مشاكله المالية أرسلت رعشة عبر الدوري في منتصف موسم 1984. مع غياب شيكاغو بالفعل، كان فقدان لوس أنجلوس إكسبريس قد يعرض عقد الدوري مع أيه بي سي للخطر.
- سعى أوكلاهوما أوت لوز للاندماج مع أوكلاند إنفيدرز بحثًا عن سوق أكبر وملعب أكبر وتقاسم النفقات، لكن مالك أوكلاند إنفيدرز تاد تاوب انسحب من الصفقة بدلاً من منح السيطرة على الفريق لمالك أوكلاهوما أوت لوز الجزئي والمدير العام ويليام تاتهام الابن.[17]
- سحب شيروود "وودي" وايزر صفقته لشراء واشنطن فيدرالز ونقلهم إلى ميامي. بعد خمسة أيام، تدخل المالك الجزئي لـتامبا باي بانيتس دونالد ديزني، وهو رجل أعمال في مجال الرعاية الصحية غير مرتبط بعائلة ديزني ذات الهجاء المختلف، واشترى واشنطن فيدرالز. تحت ملكيته، تم نقل الفريق إلى أورلاندو، حيث أصبح أورلاندو رينيجادز.
- بعد أن أعلن الدوري رسميًا عن خطط للانتقال إلى الخريف في عام 1986 (انظر أدناه)، انتقل عدد من الفرق إلى أماكن أخرى بعد أن قرر مالكوها أنهم لا يستطيعون المنافسة مباشرة مع دوري الرابطة الوطنية لكرة القدم. انتقل بريكرز للمرة الثانية، هذه المرة إلى بورتلاند، أوريغون. انتقل بطل الدوري الحالي فيلادلفيا ستارز إلى بالتيمور، مستفيدًا من رحيل فريق كولتس التابع لدوري الرابطة الوطنية لكرة القدم إلى إنديانا — حتى أدرك فيلادلفيا ستارز أن بالتيمور أوريولز لا يزالون يشغلون الملعب الوحيد القابل للاستخدام في بالتيمور خلال الربيع والصيف، مما أجبر الفريق على الاستقرار في كوليج بارك، خارج حدود مدينة واشنطن، مع الاحتفاظ باسم "بالتيمور ستارز" حتى ينتقل الموسم إلى الخريف في عام 1986.
- اندمج ميشيغان بانثرز مع أوكلاند إنفيدرز، بينما أُغلق بيتسبرغ مولرز بعد خسارة بلغت حوالي 10 ملايين دولار في موسمه الوحيد.[18]
- قرر إيدي إينهورن، الذي كان إلى جانب دونالد ترامب أحد الداعمين الرئيسيين للعب في الخريف، الجلوس خارج موسم 1985. وافقت أيه بي سي على هذه الخطوة بسبب التقييمات الضعيفة للدوري في شيكاغو، مما سمح للدوري بإغلاق شيكاغو بليتز، الذي خسر ما يقرب من 6 ملايين دولار في عام 1984.[18]
- تم الحصول على أصول أريزونا رانغلرز التابع لتيد ديثرتش (انظر شيكاغو بليتز لعام 1983) من قبل عائلة تاتهام في صفقة غالبًا ما يشار إليها باسم "الاندماج"، حيث تم دمج القوائم. نتج عن ذلك أريزونا أوت لوز الذي ضم لاعبين من كلا الفريقين ولكن تم إدارته من قبل عائلة تاتهام.

### موسم 1985
- وافق المالك الجزئي لهيوستن غامبلرز جاي رولير على شراء لوس أنجلوس إكسبريس، ولكن تم إخراجه بسرعة خلال معسكر التدريب بعد أن تبين أنه أضل مسؤولي الدوري بشأن صافي ثروته. استولى الدوري على الفريق وقرر إدارته بميزانية محدودة حتى يتم العثور على مالك جديد. قام الدوري بتمويل وإدارة لوس أنجلوس إكسبريس طوال الموسم، ولكن لم يتم العثور على مالك. مع عبء رواتب كبير وحضور ضعيف، بالكاد نجا لوس أنجلوس إكسبريس من الموسم.
- وافق الملاك على اتفاقية عمل جماعية لمدة 4 سنوات مع اتحاد لاعبي اتحاد كرة القدم الأمريكية.[19]
- توقف مالك سان أنطونيو غانسلينجرز كلينتون مانجز عن دفع فواتير الفريق قبل حوالي شهر من نهاية الموسم.
- توقف حضور دنفر غولد بسبب الانتقال المخطط إلى الخريف، حيث لم يكن المشجعون مستعدين للاختيار بين دنفر غولد وبرونكوز التابع لدوري الرابطة الوطنية لكرة القدم. كان من المقرر أن يستضيف دنفر غولد مباراة تصفيات ضد ممفيس شوبوتس، لكن أيه بي سي أجبرت الدوري على نقل المباراة إلى ممفيس بدلاً من تحمل الإحراج من اللعب في ملعب مايل هاي شبه الفارغ.
- أجبر مالك برمنغهام ستاليونز مارفن وارنر على التخلي عن السيطرة على الفريق بعد أن أُغلق بنك هوم ستيت للادخار، وهو بنك الادخار والقروض في سينسيناتي الذي كان يتحكم فيه، بسبب سحب كبير، وهو أحد الضحايا الأوائل لأزمة أزمة الادخار والقروض. لسوء الحظ، تم سحب خطاب الاعتماد الطارئ لبرمنغهام ستاليونز على بنك هوم ستيت للادخار، مما جعله بلا قيمة. حث رئيس الفريق جيري سكلار الشركاء المحدودين في برمنغهام ستاليونز على المساهمة بمزيد من المال، وأقنع حكومة المدينة بشراء حصة بقيمة 100,000 دولار في الفريق مع خط ائتمان بقيمة 900,000 دولار. سمح ذلك لبرمنغهام ستاليونز بإنهاء الموسم.

### فترة ما بين موسمي 1985–1986
- تم إلغاء امتياز سان أنطونيو غانسلينجرز عندما تجاهل كلينتون مانجز الموعد النهائي الذي فرضه الدوري لسداد ديون الفريق.
- تم حل بريكرز بعد أن خسر المالك جو كانيزارو حوالي 17 مليون دولار في عامين.
- أعلن لوس أنجلوس إكسبريس وأوكلاند إنفيدرز عن تعليق عملياتهما.
- اندمج دنفر غولد مع جاكسونفيل بولز للعب موسم 1986 في جاكسونفيل، بينما اندمج هيوستن غامبلرز مع نيو جيرسي جنرالز للعب في نيو جيرسي.
- على الرغم من أن إيدي إينهورن ظل مشاركًا في دعوى الدوري ضد الاحتكار، قرر عدم تشكيل فريق في شيكاغو في موسم الخريف 1986 كما كان مخططًا، وتم استبعاد الفريق من الجدول المقترح لعام 1986.
- انسحب تامبا باي بانيتس في البداية من الدوري، مستعدًا للاستمرار في اللعب في الربيع حتى لو كان ذلك يعني تشكيل دوري جديد؛[20] كان المالك جون باسيت مريضًا جدًا للاستمرار وتوفي في 14 مايو 1986. وافق لي سكارفون على تولي امتياز تامبا باي بانيتس في يوليو 1985 ولعب الفريق جدولاً خريفيًا.[21]

### 1986
كان من المقرر أن تلعب أريزونا أوت لوز، بالتيمور ستارز، برمنغهام ستاليونز، جاكسونفيل بولز، ممفيس شوبوتس، نيو جيرسي جنرالز، أورلاندو رينيجادز وفريق تامبا باي بانيتس المعاد تنظيمه موسمًا خريفيًا مكونًا من 18 مباراة في عام 1986. في ذلك الوقت، كان نيو جيرسي جنرالز وتامبا باي بانيتس فقط يتشاركان الأسواق مع فريق في دوري الرابطة الوطنية لكرة القدم (في حالة نيو جيرسي جنرالز، كان يتشارك مع فريقين في دوري الرابطة الوطنية لكرة القدم).

### 2022
أُعلن أن اتحاد كرة القدم الأمريكية سيعود في مارس 2022 مع ثمانية فرق على الأقل وصفقة بث مع فوكس سبورتس. على الرغم من الادعاءات بأن هذا كان إعادة تفعيل للدوري القديم، لم تكن هناك شخصيات من الدوري الأصلي مشاركة في الدوري الجديد، الذي كان بدلاً من ذلك مدعومًا من قبل أصحاب الدوري الربيعي الحالي، براين وودز وفوكس سبورتس. في 3 يونيو 2021، أكد اتحاد كرة القدم الأمريكية الجديد عودته في ربيع 2022. في ديسمبر 2023، أُعلن أن اتحاد كرة القدم الأمريكية الجديد قد اندمج مع XFL لتشكيل دوري كرة القدم المتحدة.

## المنافسة ضد دوري الرابطة الوطنية لكرة القدم

### خطة ديكسون مقابل بناء دوري من النجوم
في البداية، تنافس اتحاد كرة القدم الأمريكية مع دوري الرابطة الوطنية لكرة القدم الأقدم والأكثر رسوخًا باتباع خطة ديكسون. سمحت الخطة للدوري بالمنافسة ليس فقط من خلال لعب مبارياته في جدول مارس–يونيو خلال فترة توقف دوري الرابطة الوطنية لكرة القدم، ولكن أيضًا من خلال الشروط التالية:
- لعب الفرق في ملاعب كبيرة من مستوى دوري الرابطة الوطنية لكرة القدم.
- تخصيص ميزانيات ترويجية كبيرة قبل الموسم في العام الأول لتقديم الفريق للسوق المحلية.
- حد أقصى لرواتب اللاعبين بقيمة 1.8 مليون دولار لكل فريق (أدخل دوري الرابطة الوطنية لكرة القدم حدًا للرواتب في عام 1994).
- عملية إقليمية، لتعزيز الفرق بنجوم جامعيين محليين مألوفين لزيادة الحضور (مشابهة لدوري كرة القدم الأمريكية المقترح والمستخدم من قبل تحالف كرة القدم الأمريكية المنحل).

حددت خطة ديكسون ميزانية تسمح لجميع الفرق بإدارة الخسائر في السنوات الأولى الصعبة. كما ذكر سابقًا، كان على المالكين المحتملين تلبية متطلبات تمويل صارمة وتقديم خط ائتمان بقيمة 1.3 مليون دولار لحالات الطوارئ.
حققت إيرادات الدوري التلفزيونية متطلبات خطة ديكسون. كانت الخطة تتطلب أن يتجاوز الحضور في العام الأول 18,000 متفرج في المباراة الواحدة. في عام 1983، تجاوز 10 من أصل 12 فريقًا هذا الحد. كان الإنفاق على اللاعبين هو المكان الذي انحرف فيه الدوري عن الخطة، باسم السعي وراء النجوم.
كان أكبر إنجاز للدوري — توقيع هيرشيل ووكر، الذي كان ثلاث مرات من أفضل اللاعبين الجامعيين وفائز بجائزة هايزمان تروفي لعام 1982 — يمثل خرقًا كبيرًا لخطة ديكسون. مثل دوري الرابطة الوطنية لكرة القدم، منع اتحاد كرة القدم الأمريكية الطلاب تحت المستوى الجامعي من التوقيع. ومع ذلك، كان مسؤولو الدوري على يقين من أن هذه القاعدة لن تصمد في المحكمة، لذا سمحوا لهيرشيل ووكر بالتوقيع مع نيو جيرسي جنرالز. الأهم من ذلك، وقع هيرشيل ووكر عقدًا لمدة ثلاث سنوات بقيمة 4.2 مليون دولار مع مكافأة توقيع بقيمة مليون دولار. بسبب قواعد حد الرواتب في الدوري، كان هذا عقد خدمات شخصية مع مالك نيو جيرسي جنرالز ج. والتر دنكان، وليس عقد لاعب قياسي. ومع ذلك، لم يبدِ الملاك الآخرون أي اعتراضات، مع علمهم أن وجود الفائز بجائزة هايزمان تروفي الحالي سيمنح الدوري مصداقية فورية.
من بين النجوم البارزين الآخرين الذين وقعوا مع الدوري كريغ جيمس، أنتوني كارتر وكلفن براينت بالإضافة إلى بعض المحترفين المخضرمين في دوري الرابطة الوطنية لكرة القدم مثل تشاك فوسينا وأعضاء شيكاغو بليتز المليء بالمحترفين المخضرمين، مثل غريغ لاندري، أظهر أن الدوري الناشئ كان منافسًا قويًا لدوري الرابطة الوطنية لكرة القدم. كما قام الدوري بمحاولة جادة لجذب نجوم آخرين مثل إريك ديكرسون ودان مارينو.
أثبت السعي وراء المواهب ذات المستوى الأعلى أنه سيف ذو حدين. بينما أثبت وجود العديد من النجوم الكبار أن الدوري يمكنه تقديم منتج تنافسي على أرض الملعب، تجاوزت العديد من الفرق حد رواتب اللاعبين في الدوري بشكل كبير من أجل وضع فرق أكثر تنافسية على أرض الملعب. على سبيل المثال، خسر ميشيغان بانثرز حوالي 6 ملايين دولار — ثلاثة أضعاف ما اقترحه ديكسون أن الفريق يمكنه تحمل خسارته في الموسم الأول — حتى مع فوزه بأول بطولة للدوري. أدت الرغبة في المنافسة مع فرق الدوري الأخرى المليئة بالنجوم ورغبة الدوري في أن يُنظر إليه على أنه يقترب من مستوى دوري الرابطة الوطنية لكرة القدم إلى تجاوز جميع الفرق تقريبًا لحد الرواتب الذي حددته خطة ديكسون في أول 6–18 شهرًا من الدوري.
حث ديكسون أعضاء الدوري على تقليل الإنفاق. بدلاً من التراجع عن الإنفاق، إعادة الالتزام بحد رواتب أكثر صرامة، وتوزيع بعض العقود الكبيرة على فرق التوسع لتخفيف المشكلة، سعى الدوري إلى خيارات أخرى لزيادة الإيرادات لتغطية التجاوزات المتزايدة في التكاليف. زادت هذه الإجراءات من تفاقم المشكلة.
أضاف الدوري ستة فرق أخرى في عام 1984 بدلاً من الأربعة التي تصورها ديكسون في البداية، لجني رسوم توسع إضافية. وضع هذا المزيد من الضغط على الصفقة التلفزيونية، التي لم تكن مصممة لدعم دوري مكون من 18 فريقًا. قام ديكسون المحبط ببيع حصته وانسحب.
بالإضافة إلى ذلك، كان الدوري مصممًا على الظهور بتقديم منتج موثوق على أرض الملعب لدرجة أنه في بعض الأحيان، تجاهل إجراءات الفحص الخاصة به — وكل ذلك انعكس بشكل كارثي. عندما باع تيد ديثرتش شيكاغو بليتز إلى جيمس هوفمان لتمهيد الطريق لشرائه أريزونا رانغلرز قبل موسم 1984، لم ينظروا عن كثب إلى البيانات المالية لجيمس هوفمان. بعد أن أدرك أنه في مأزق، اضطر جيمس هوفمان إلى البحث عن شركاء أقلية. عندما لم يكن هناك أي متقدمين، انسحب من الفريق بعد المباراة الثانية قبل الموسم، مما أجبر الدوري على السيطرة على الفريق.
في سان أنطونيو، كان الدوري معجبًا بثروة كلينتون مانجز النفطية الظاهرة لدرجة أنه لم يفحص طلبه عن كثب فحسب، بل لم يطلب منه أيضًا استثمارًا رأسماليًا أوليًا. بدلاً من ذلك، دفع كلينتون مانجز نفقات الفريق من جيبه عند ظهورها، مما أدى إلى عملية بدت أقل من المعايير المحترفة. كانت مكاتب سان أنطونيو غانسلينجرز في مقطورة مزدوجة، واستخدموا كراسي قابلة للطي لجلب ملعب ألامو إلى الحد الأدنى من السعة. لحقت ممارسات كلينتون مانجز به في عام 1985، عندما انهار سوق النفط. كانت النتيجة سلسلة من الشيكات المرتجعة، توجت بعدم دفع رواتب الفريق في آخر أربع مباريات. تبين لاحقًا أن كلينتون مانجز كان في صعوبات مالية منذ عام 1980.
لكن أسوأ حالة كانت في لوس أنجلوس. قام المالكان الأصليان آلان هارمون وبيل دانييلز ببيع لوس أنجلوس إكسبريس إلى مصرفي الرهونات العقارية ج. ويليام أولدنبورغ قبل موسم 1984. تحت تأثير صافي ثروة ج. ويليام أولدنبورغ البالغة 100 مليون دولار، أخذ الدوري كلمته كدليل على أنه سيكون مالكًا قويًا لأحد فرقه البارزة. ومع ذلك، في يونيو 1984، كشفت تحقيقات مكتب التحقيقات الفيدرالي ونيويورك تايمز ووول ستريت جورنال أن الرجل الذي أثار ضجة بتوقيع قائمة من المواهب الشابة ذات الأجور المرتفعة لم يكن لديه حتى جزء بسيط من المال لشراء الفريق. انسحب فجأة من الفريق خلال التصفيات. تولى المالك الجزئي لهيوستن غامبلرز جاي رولير الفريق في أكتوبر، فقط ليتم إخراجه بعد بضعة أشهر عندما تبين أنه كذب أيضًا بشأن صافي ثروته. اضطر الدوري إلى إدارة الفريق بميزانية محدودة في ذلك الموسم.
مع موجة الفرق الجديدة، وقع نجوم جامعيون مثل ماركوس دوبري، مايك روزير، ريجي وايت، جيم كيلي، ستيف يونغ ونجوم آخرون في ذلك الوقت عقودًا بمبالغ كبيرة للعب لفرق اتحاد كرة القدم الأمريكية في عام 1984، كما فعل نجوم دوري الرابطة الوطنية لكرة القدم البارزون مثل دوغ ويليامز، براين سايبي، جو كريبس، وغاري باربارو.

### جدول الربيع مقابل جدول الخريف
في عام 1984، بدأ الدوري مناقشة إمكانية المنافسة مباشرة مع دوري الرابطة الوطنية لكرة القدم من خلال لعب مبارياته في الخريف بدءًا من عام 1986. كان أقوى المؤيدين للعب في الخريف مالك شيكاغو بليتز إيدي إينهورن ومالك نيو جيرسي جنرالز دونالد ترامب. جادل إيدي إينهورن ودونالد ترامب بأنه إذا انتقل اتحاد كرة القدم الأمريكية إلى الخريف، فإنه سيؤدي في النهاية إلى اندماج مع دوري الرابطة الوطنية لكرة القدم حيث سيتعين على الدوري الأقدم قبول بعض فرق اتحاد كرة القدم الأمريكية. كما جادلوا بأنه إذا حدث اندماج، فإن الاستثمار الأصلي للفرق الباقية سيتضاعف أكثر من مرة.
أوصت شركة استشارية بالالتزام بموسم الربيع. على الرغم من احتجاجات العديد من "الحرس القديم" في الدوري، الذين أرادوا البقاء على الخطة الأصلية للعب كرة القدم في أشهر الربيع، في 22 أغسطس 1984، صوت الملاك للانتقال إلى الخريف بدءًا من عام 1986. في 29 أبريل 1985، صوت ملاك الدوري 13–2 لإعادة تأكيد قرارهم ببدء موسم خريفي في عام 1986. أعلن مالك تامبا باي بانيتس جون إف. باسيت، الذي سجل أحد الأصوتين المعارضين، نيته سحب فريقه من اتحاد كرة القدم الأمريكية وتنظيم دوري كرة قدم ربيعي جديد. ومع ذلك، أجبرته صحته المتدهورة (توفي بسبب السرطان في مايو 1986) على التخلي عن خططه وبيع تامبا باي بانيتس إلى الشريك الصغير لي سكارفون، الذي وافق على الاحتفاظ بالامتياز في اتحاد كرة القدم الأمريكية. خسر مؤيدو الربيع، ووجه مؤيدو الخريف الآن أنظارهم نحو إجبار اندماج مع دوري الرابطة الوطنية لكرة القدم، أو على الأقل الفوز بتسوية كبيرة وتأمين شبكة تلفزيونية لبث الخريف.
نتيجة مباشرة لهذا القرار، أُغلق بيتسبرغ مولرز بدلاً من المنافسة مع بيتسبرغ ستيلرز، انهارت صفقة بيع واشنطن فيدرالز المتعثرة إلى مجموعة ملكية ميامي التابعة لشيروود "وودي" وايزر، اضطر بريكرز وفيلادلفيا ستارز بطل عام 1984 إلى الانتقال، وأعلن ميشيغان بانثرز بطل عام 1983 مفاجأة للمفوض بأنه لن يلعب في منطقة ديترويت لموسم 1985. أخبر مالك ميشيغان بانثرز أ. ألفريد توبمان الدوري في الاجتماع أنه تفاوض على اندماج مشروط مع أوكلاند إنفيدرز التابع لتاد تاوب اعتمادًا على نتيجة التصويت، مع أ. ألفريد توبمان كمالك أغلبية. مع توقع اللعب في الخريف في عام 1986، قرر إيدي إينهورن عدم تشكيل فريق لموسم الربيع الأخير. في غضون أسابيع قليلة من القرار، اضطر اتحاد كرة القدم الأمريكية إلى التخلي عن أربعة أسواق مربحة، وإجهاض الانتقال إلى سوق خامس وتعليق العمليات في سوق سادس. دمر هذا جدوى اتحاد كرة القدم الأمريكية، على الرغم من أن إغلاق بيتسبرغ مولرز كان سيحدث على الأرجح على أي حال بسبب كون الفريق مملوكًا لإدوارد جيه. ديبارتولو الأب (الذي كان يملك أيضًا بيتسبرغ بنغوينز التابع للدوري الوطني لهوكي الجليد في ذلك الوقت)، حيث كان ابنه إدوارد جيه. ديبارتولو الابن يملك سان فرانسيسكو 49 بطل السوبر بول (الفريق الذي تملكه الآن شقيقته دينيس ديبارتولو يورك)، مما تسبب في تضارب مصالح محتمل للعائلة بين اتحاد كرة القدم الأمريكية ودوري الرابطة الوطنية لكرة القدم.
عرضت أيه بي سي على اتحاد كرة القدم الأمريكية صفقة تلفزيونية لمدة 4 سنوات بقيمة 175 مليون دولار للعب في الربيع في عام 1986. عرضت إي إس بي إن 70 مليون دولار على مدى 3 سنوات. بعد جميع عمليات الاندماج والإغلاقات، لم يتبق ما يكفي من مؤيدي كرة القدم الربيعية في الدوري لقبول هذه العقود. مشى ملاك الدوري بعيدًا عن ما متوسطه 67 مليون دولار سنويًا بدءًا من عام 1986 لتحقيق النصر على دوري الرابطة الوطنية لكرة القدم.[بحاجة لمصدر]
بعد موسم 1985، أُعلن عن المزيد من الخطط لاستيعاب جدول الخريف، وتجميع الموارد المالية وتجنب المنافسة المكلفة مباشرة مع فرق دوري الرابطة الوطنية لكرة القدم. أُعلن عن اندماجين. اندمج دنفر غولد مع جاكسونفيل بولز، مع بقاء جاكسونفيل بولز كالفريق الباقي. اشترى دونالد ترامب أصول هيوستن غامبلرز مقابل مبلغ غير معلن ودمجها مع نيو جيرسي جنرالز. بينما كان نيو جيرسي جنرالز هو الفريق الباقي، تم تعيين مدرب هيوستن غامبلرز جاك باردي كمدرب جديد للفريق المدمج. شهد كل من دنفر غولد وهيوستن غامبلرز انخفاضًا كبيرًا في الحضور إلى مستويات غير مستدامة، حيث لم يكن مشجعوهم مستعدين للتخلي عن دنفر برونكوز وهيوستن أويلرز على التوالي. على الرغم من كل هذه التغييرات، لم يلعب اتحاد كرة القدم الأمريكية مباراة خريفية أبدًا.

## دعوى USFL ضد NFL
في محاولة أخرى للبقاء واقفًا على قدميه وفي نفس الوقت مهاجمة دوري الرابطة الوطنية لكرة القدم الأكثر رسوخًا، رفع اتحاد كرة القدم الأمريكية دعوى مكافحة الاحتكار ضد الدوري الأقدم، مدعيًا أنه أنشأ احتكار فيما يتعلق بحقوق البث التلفزيوني، وفي بعض الحالات، الوصول إلى الملاعب.

### القضية
تم الاستماع إلى القضية لأول مرة من قبل القاضي الفيدرالي بيتر ك. ليجر في محكمة مقاطعة الولايات المتحدة في المنطقة الجنوبية من نيويورك. ادعى اتحاد كرة القدم الأمريكية أن دوري الرابطة الوطنية لكرة القدم قد قام بتخويف ABC، CBS، وNBC لمنعهم من بث مباريات اتحاد كرة القدم الأمريكية في الخريف. كما ادعى أن دوري الرابطة الوطنية لكرة القدم لديه خطة محددة للقضاء على اتحاد كرة القدم الأمريكية، وهي "عرض بورتر". على وجه الخصوص، ادعى اتحاد كرة القدم الأمريكية أن دوري الرابطة الوطنية لكرة القدم تآمر لتدمير أوكلاند إنفيدرز ونيو جيرسي جنرالز. سعى اتحاد كرة القدم الأمريكية إلى الحصول على تعويضات بقيمة 567 مليون دولار، والتي كانت ستتضاعف إلى 1.7 مليار دولار بموجب قانون مكافحة الاحتكار. كان يأمل في إبطال عقود دوري الرابطة الوطنية لكرة القدم مع الشبكات الثلاث الكبرى. اقترح اتحاد كرة القدم الأمريكية حلين: إما إجبار دوري الرابطة الوطنية لكرة القدم على التفاوض على عقود تلفزيونية جديدة مع شبكتين فقط، أو إجبار دوري الرابطة الوطنية لكرة القدم على الانقسام إلى دوريين منافسين مكونين من 14 فريقًا، كل منهما محدود بعقد مع شبكة كبرى واحدة.
كان محامي اتحاد كرة القدم الأمريكية، هارفي مايرسون، يعتقد أن لديه ثلاث "أدلة دامغة".
1. مذكرة من مارس 1973 إلى مدير البث في دوري الرابطة الوطنية لكرة القدم روبرت كوكران، من المحامي جاي موير تنص على أن "شبكة مفتوحة" قد تكون مفتوحة لـ"دعوة لتشكيل دوري جديد."
2. مذكرة من أغسطس 1983 من المدير التنفيذي لمجلس إدارة دوري الرابطة الوطنية لكرة القدم جاك دونلان إلى موظفيه. وضعت المذكرة خططًا لفرق دوري الرابطة الوطنية لكرة القدم لـ"زيادة عروض الرواتب للاعبين الحاليين في اتحاد كرة القدم الأمريكية أو المخاطرة بفقدانهم."
3. عرض قدم في عام 1984 لمسؤولي دوري الرابطة الوطنية لكرة القدم من قبل أستاذ كلية هارفارد للأعمال مايكل بورتر، والذي تضمن خطة حول "كيفية التغلب" على اتحاد كرة القدم الأمريكية.[31]

تم تسمية جميع الفرق الـ28 في الدوري باستثناء فريق واحد كمدعى عليهم مشاركين. كان آل ديفيس، مالك لوس أنجلوس رايدرز آنذاك، شاهدًا رئيسيًا لصالح اتحاد كرة القدم الأمريكية وتم استبعاد فريقه من الدعوى مقابل شهادته. كان هوارد كوسيل من ABC Sports أيضًا شاهدًا رئيسيًا لصالح اتحاد كرة القدم الأمريكية.
ذهبت القضية إلى المحاكمة في ربيع عام 1986 واستمرت 42 يومًا. في 29 يوليو، عادت هيئة محلفين مكونة من ستة أشخاص بحكم لصالح اتحاد كرة القدم الأمريكية. ومع ذلك، كانت نتائج هيئة المحلفين مدمرة للدوري الناشئ. أعلنت هيئة المحلفين أن دوري الرابطة الوطنية لكرة القدم هو "احتكار غير قانوني تم التحقق منه"، ووجدت أن دوري الرابطة الوطنية لكرة القدم قد حصل عمدًا على وضع الاحتكار في كرة القدم المحترفة من خلال تكتيكات افتراسية. ومع ذلك، رفضت المطالب الأخرى لاتحاد كرة القدم الأمريكية. وجدت هيئة المحلفين أن اتحاد كرة القدم الأمريكية قد غير استراتيجيته إلى هدف أكثر خطورة يتمثل في إجبار اندماج مع دوري الرابطة الوطنية لكرة القدم. علاوة على ذلك، أدى التحول إلى جدول الخريف إلى فقدان خمسة أسواق كبرى (فيلادلفيا، دنفر، هيوستن، بيتسبرغ، ديترويت، منطقة الخليج) وأفشل الانتقال إلى سوق سادس (ميامي). كما أشارت هيئة المحلفين إلى مذكرة كتبها تاد تاوب حول النزاع، والتي اقتبست من القصص المصورة بوجو: "لقد قابلنا العدو وهو نحن."
الأهم من ذلك، وجدت هيئة المحلفين أن دوري الرابطة الوطنية لكرة القدم لم يحاول إجبار اتحاد كرة القدم الأمريكية على الخروج من التلفزيون. (في الواقع، ظلت ESPN مستعدة لبث مباريات اتحاد كرة القدم الأمريكية في الخريف، كما كان لدى العديد من فرق الدوري عقود بث محلية، وحدث أن عام 1986 كان الموسم الافتتاحي لشبكة فوكس، التي أسست نفسها كالشبكة البثية الكبرى الرابعة في البلاد.) في جوهر الأمر، شعرت هيئة المحلفين أنه على الرغم من أن اتحاد كرة القدم الأمريكية قد تضرر من احتكار دوري الرابطة الوطنية لكرة القدم الفعلي لكرة القدم المحترفة في الولايات المتحدة، فإن معظم مشاكله كانت بسبب سوء إدارته. منحت هيئة المحلفين اتحاد كرة القدم الأمريكية تعويضات رمزية بقيمة دولار واحد، والتي تضاعفت بموجب قانون مكافحة الاحتكار إلى 3 دولارات.
عندما سمع مفوض دوري الرابطة الوطنية لكرة القدم بيت روزيل ورئيس البث في دوري الرابطة الوطنية لكرة القدم فال بينشبيك الحكم لأول مرة، كانا مدمرين؛ تذكر فال بينشبيك لاحقًا أنه اعتقد أن بيت روزيل سيصاب بنوبة قلبية. ومع ذلك، أثناء توجههما إلى مكتب الدوري، سمعا أن اتحاد كرة القدم الأمريكية قد خسر تقريبًا جميع مطالبه، وعادا إلى قاعة المحكمة.
كان الحكم انتصارًا بيروسيًا كلاسيكيًا. كان اتحاد كرة القدم الأمريكية قد راهن بشكل أساسي على مستقبله بالفوز في الدعوى، على أمل تمويل الانتقال إلى الخريف من خلال إجبار دوري الرابطة الوطنية لكرة القدم على دفع تسوية كبيرة. اعتبر أن المطالب المتعلقة بالتلفزيون هي جوهر قضيته. في 4 أغسطس — بعد أربعة أيام من إعلان الحكم — صوت ملاك اتحاد كرة القدم الأمريكية على تعليق العمليات لموسم 1986، مع نية العودة في عام 1987؛ توقع الدوري بدقة إضراب اللاعبين في عام 1987 وكان يأمل أن يمنح الإضراب الدوري الوصول إلى اللاعبين النجوم. كان اللاعبون الذين وقعوا عقودًا أحرارًا في التوقيع مع فرق دوري الرابطة الوطنية لكرة القدم (أو الفرق المحترفة الأخرى) على الفور. في الواقع، أجرى دوري الرابطة الوطنية لكرة القدم عملية في عام 1984 للفرق للحصول على حقوق لاعبي اتحاد كرة القدم الأمريكية، في حالة انهيار الدوري (أو الفرق في الدوري). ومع ذلك، من غير المرجح أن يكون اتحاد كرة القدم الأمريكية قادرًا على تقديم منتج قابل للتطبيق في أي حال. وقع العديد من لاعبيه عقودًا مع فرق دوري الرابطة الوطنية لكرة القدم بعد موسم 1985، وكان الدوري مدينًا بحوالي 160 مليون دولار.
بعد خمسة أيام من الحكم، تم إغلاق تامبا باي بانيتس فعليًا عندما وضع قاضٍ امتيازًا على الامتياز لتسديد الأجور المتأخرة المستحقة للاعب السابق بريت كلارك. تم الاستيلاء على جميع أصول الفريق المتبقية لتسديد الدين. في خطوة يائسة، نظم أريزونا أوت لوز اجتماعًا في يناير 1987 مع مسؤولي الدوري الكندي لكرة القدم على أمل التفاوض على اندماج بين اتحاد كرة القدم الأمريكية والدوري الكندي لكرة القدم؛ كان ملاك الدوري الكندي لكرة القدم "فاترين" ورفضوا العرض في النهاية. مع وجود جميع لاعبيه تقريبًا تحت عقود مع دوري الرابطة الوطنية لكرة القدم والدوري الكندي لكرة القدم، أعلن أشر أن الدوري سيظل مغلقًا في عام 1987 أيضًا. (انتهى الأمر بالعديد من لاعبي اتحاد كرة القدم الأمريكية الذين لم يكونوا تحت عقود مع دوري الرابطة الوطنية لكرة القدم باللعب في خريف 1987 كلاعبين بدلاء خلال الإضراب.)
رفض اتحاد كرة القدم الأمريكية استئناف الجائزة أمام لجنة من محكمة الاستئناف الأمريكية للدائرة الثانية، التي أيدت حكم محكمة المقاطعة في عام 1988. كتب القاضي الفيدرالي رالف ك. وينتر رأي اللجنة. أنهى هذا القرار أي فرصة لعودة اتحاد كرة القدم الأمريكية إلى الميدان، وصوتت الفرق الستة المتبقية في الدوري (كان أريزونا أوت لوز قد قرر بالفعل عدم العودة) على الحل رسميًا بعد ذلك بوقت قصير. ومع ذلك، نظرًا لأن اتحاد كرة القدم الأمريكية كان على الأقل الفائز الاسمي في الدعوى، كان على دوري الرابطة الوطنية لكرة القدم تغطية أتعاب المحاماة وتكاليف التقاضي لاتحاد كرة القدم الأمريكية، وتم منح اتحاد كرة القدم الأمريكية أكثر من 5.5 مليون دولار كأتعاب محاماة وأكثر من 62,000 دولار كتكاليف قضائية. تم استئناف هذه الجائزة من قبل دوري الرابطة الوطنية لكرة القدم؛ تم تأييدها في الاستئناف والسماح لها بالبقاء من قبل المحكمة العليا الأمريكية في عام 1990، بعد أربع سنوات من توقف اتحاد كرة القدم الأمريكية عن العمل.
تلقى اتحاد كرة القدم الأمريكية أخيرًا شيكًا بقيمة 3.76 دولار كتعويضات في عام 1990، حيث تمثل الـ76 سنتًا الإضافية الفائدة المكتسبة أثناء استمرار التقاضي. ومن الجدير بالذكر أن هذا الشيك لم يتم صرفه أبدًا.

### ما بعد القضية
كان لاتحاد كرة القدم الأمريكية تأثير كبير على دوري الرابطة الوطنية لكرة القدم سواء على أرض الملعب أو خارجها. تم اعتماد جميع ابتكارات اتحاد كرة القدم الأمريكية تقريبًا من قبل الدوري الأقدم، واستمر العديد من اللاعبين النجوم في اتحاد كرة القدم الأمريكية في تحقيق نجاح كبير في دوري الرابطة الوطنية لكرة القدم.
كما سيحصل دوري الرابطة الوطنية لكرة القدم في النهاية على امتيازات في بعض أسواق اتحاد كرة القدم الأمريكية التي أثبتت خصوبتها لكرة القدم المحترفة أو أظهرت اهتمامًا متجددًا باللعبة. على وجه الخصوص، كانت جاكسونفيل محل اهتمام هيوستن أويلرز كوجهة محتملة للنقل في وقت مبكر من عام 1987؛ حصلت تلك المدينة في النهاية على امتياز توسع جاغوارز في عام 1995. بدلاً من ذلك، انتقل هيوستن أويلرز إلى تينيسي في عام 1997، ولعب مؤقتًا لموسم واحد في ممفيس (لحضور ضئيل) قبل الانتقال إلى ناشفيل ليصبح تينيسي تايتانز. على الرغم من أن إقامة اتحاد كرة القدم الأمريكية في بالتيمور كانت قصيرة، فإن قبول المدينة لبالتيمور ستارز، إلى جانب نجاح بالتيمور ستاليونز التابع للدوري الكندي لكرة القدم بعد عقد من الزمن، كانا من العوامل التي أدت إلى قرار آرت موديل بنقل امتياز كليفلاند براونز التابع لدوري الرابطة الوطنية لكرة القدم إلى بالتيمور ليصبح بالتيمور رافينز في عام 1996. لم تكن فينيكس أبدًا واحدة من أقوى أسواق اتحاد كرة القدم الأمريكية ولكنها تمكنت مع ذلك من جذب كاردينالز سانت لويس لكرة القدم السابقين للانتقال إلى أريزونا في عام 1988. شهدت أوكلاند عودة الرايدرز إلى مدينتها بعد عقد من انهيار اتحاد كرة القدم الأمريكية (انتقل الفريق مرة أخرى، إلى لاس فيغاس، في عام 2020). المدن الأخرى التي لم تحصل على امتيازات في دوري الرابطة الوطنية لكرة القدم، مثل برمنغهام، ممفيس، أورلاندو، وسان أنطونيو، ستتلقى فرقًا في العديد من دوريات كرة القدم المحترفة القصيرة العمر أو الدولية في السنوات التي تلت ذلك، مثل WLAF، CFL، XFL الأول ‏، UFL، وAAF. بدأ إحياء اتحاد كرة القدم الأمريكية في عام 2022 بثمانية امتيازات كانت موجودة خلال موسم 1984 لاتحاد كرة القدم الأمريكية، بما في ذلك برمنغهام ستاليونز. أيضًا، بعد ثلاثة عقود من فشل اتحاد كرة القدم الأمريكية، لعب دوري الرابطة الوطنية لكرة القدم مباراة برو بول 2017 في أورلاندو.
خارج دوري الرابطة الوطنية لكرة القدم، أدى تبني تامبا لـ"كرة الباندي" والنمو السريع لـ"حزام الشمس" إلى إنشاء فرق دوري كبرى أخرى في منطقة خليج تامبا: لايتنينغ التابع للدوري الوطني لهوكي الجليد وديفل رايز (الذي تمت إعادة تسميته لاحقًا إلى رايز) التابع لدوري كرة القاعدة الرئيسي.

### تأثير انهيار اتحاد كرة القدم الأمريكية على دوري الرابطة الوطنية لكرة القدم
كان لانهيار اتحاد كرة القدم الأمريكية تأثير إيجابي بشكل خاص على بوفالو بيلز التابع لدوري الرابطة الوطنية لكرة القدم. تأثر بوفالو بيلز، كامتياز صغير في دوري الرابطة الوطنية لكرة القدم، بشكل كبير باتحاد كرة القدم الأمريكية؛ حيث كان الفريق غير قادر على العثور على بدائل جيدة للاعبيه من حقبة الثمانينيات المبكرة الناجحة نسبيًا مع تقدمهم في العمر، حيث كان اتحاد كرة القدم الأمريكية يجذب الكثير من أفضل المواهب في كرة القدم المحترفة (بما في ذلك ظهير بوفالو بيلز جو كريبس ولاعب الوسط المخطط له كممثل مستقبلي للفريق، جيم كيلي). مع مواهب دون المستوى، سجل بوفالو بيلز 4–28 خلال عامي 1984 و1985، وانخفض متوسط الحضور في ملعب رالف ويلسون إلى أقل من 30,000 متفرج في المباراة الواحدة، مما وضع استمرارية الفريق على المدى الطويل في خطر. عندما انهار اتحاد كرة القدم الأمريكية، وقع بوفالو بيلز عددًا كبيرًا من اللاعبين السابقين في اتحاد كرة القدم الأمريكية: جيم كيلي، كينت هال، راي بنتلي، مدرب الفرق الخاصة بروس ديهيفن، المدير العام بيل بوليان والمدرب مارف ليفي، مما سمح لبوفالو بيلز بالارتقاء إلى منافسين دائمين في سوبر بول بحلول أوائل التسعينيات. في عام 2014، بعد وفاة المالك المؤسس رالف ويلسون، حاول دونالد ترامب شراء بوفالو بيلز، لكن تم رفضه بشكل كبير لصالح تيري بيغولا، الذي قدم عرضًا أعلى بـ400 مليون دولار للفريق. في مقابلة عام 2015 مع سبورتس إليسترايتد، ادعى دونالد ترامب أنه إذا كان قد اشترى بوفالو بيلز في عام 2014، فإنه "على الأرجح لن يكون" يترشح لرئيس الولايات المتحدة في العام التالي.
كما كان للدوري تأثير غير مباشر على جدولة مباريات كرة القدم التلفزيونية. كان اتحاد كرة القدم الأمريكية يخطط للتنافس مع دوري الرابطة الوطنية لكرة القدم في خريف عام 1986 دون لعب مبارياته مباشرة مقابل الدوري الأكبر من خلال لعب مبارياته في ليالي الأحد، عندما لم يكن دوري الرابطة الوطنية لكرة القدم يلعب بعد. بعد عام واحد، أطلقت ESPN ودوري الرابطة الوطنية لكرة القدم برنامج Sunday Night Football في نفس الفترة الزمنية.
كان آخر لاعب في اتحاد كرة القدم الأمريكية على قائمة دوري الرابطة الوطنية لكرة القدم هو شون لانديتا، الذي وقع في أواخر 1986 مع نيويورك جاينتس. أعلن رسميًا عن اعتزاله في 6 مارس 2008، في الذكرى الخامسة والعشرين لأول مباراة في اتحاد كرة القدم الأمريكية. (لعب آخر مرة في 2006 لكنه لم يعتزل رسميًا خلال 2007.) كان آخر لاعب يعتزل هو لاعب الوسط دوغ فلوتي، الذي لعب في كل من الدوري الكندي لكرة القدم ودوري الرابطة الوطنية لكرة القدم حتى 2005.

## تغييرات القواعد
مقارنة بالدوريات المحترفة الأخرى في أواخر القرن العشرين والحادي والعشرين، لم يغير اتحاد كرة القدم الأمريكية قواعد اللعبة بشكل جذري؛ حيث كانت قواعده تشبه إلى حد كبير مزيجًا من قواعد دوري الرابطة الوطنية لكرة القدم وكرة القدم الجامعية. كانت قاعدة الدوري بشأن إيقاف الساعة مثالاً على هذا النهج الهجين: خارج تحذير الدقيقتين، كانت الساعة تعمل بين اللعب بعد الهبوط الأول كما في دوري الرابطة الوطنية لكرة القدم، بينما بعد التحذير، كانت تتوقف بين نهاية اللعب الذي حقق الهبوط الأول ووضع الكرة مرة أخرى في اللعب (لتمكين طاقم السلسلة من الوصول إلى مكانه)، كما يتم في كرة القدم الجامعية. مثل كرة القدم الجامعية، اعترف الدوري بتحويل النقطتين (الذي كان، في ذلك الوقت، معترفًا به فقط في الدوري الكندي لكرة القدم على المستوى المحترف) والذي لن يتم إدخاله في قواعد دوري الرابطة الوطنية لكرة القدم حتى 1994. على عكس دوريات كرة القدم الأمريكية المحترفة الأخرى (ولكن مثل NCAA آنذاك وCFL)، سمح اتحاد كرة القدم الأمريكية باستخدام "تيه" صغير من البلاستيك لمحاولات النقطة الإضافية والأهداف الميدانية.
في موسمه الأخير في عام 1985، استخدم اتحاد كرة القدم الأمريكية طريقة لتحدي قرارات الحكام على أرض الملعب عبر التحكيم بمساعدة الفيديو، باستخدام نظام يشبه إلى حد كبير النظام المستخدم في دوري الرابطة الوطنية لكرة القدم اليوم؛ كان دوري الرابطة الوطنية لكرة القدم سيتبنى أول نظام للفيديو الفوري (ولكن بشكل مختلف عن النظام الحالي الذي تم تأسيسه في عام 1999) في عام 1986؛ وتم استخدامه حتى عام 1991.

## أشخاص وإنجازات بارزة

### خريجو اتحاد كرة القدم الأمريكية في قاعة مشاهير كرة القدم المحترفة
اعتبارًا من عام 2022، هناك تسعة خريجين من اتحاد كرة القدم الأمريكية (بما في ذلك خمسة لاعبين ومدربين رئيسيين) تم تكريمهم في قاعة مشاهير محترفي كرة القدم:
- سيد جيلمان (مستشار مكتب أمامي) – أوكلاهوما أوت لوز ولوس أنجلوس إكسبريس 1984 – فئة قاعة المشاهير 1983
- بيل بوليان (مدير شؤون اللاعبين) – شيكاغو بليتز 1984 – فئة قاعة المشاهير 2015
- جورج ألين (مدرب) – شيكاغو بليتز 1983 وأريزونا رانغلرز 1984 – فئة قاعة المشاهير 2002
- مارف ليفي (مدرب) – شيكاغو بليتز 1984 – فئة قاعة المشاهير 2001
- جيم كيلي – هيوستن غامبلرز 1984–1985 – فئة قاعة المشاهير 2002
- سام ميلز – فيلادلفيا/بالتيمور ستارز 1983-1985 – فئة قاعة المشاهير 2022
- ريجي وايت – ممفيس شوبوتس 1984–85 – فئة قاعة المشاهير 2006
- ستيف يونغ – لوس أنجلوس إكسبريس 1984–1985 – فئة قاعة المشاهير 2005
- غاري زيمرمان – لوس أنجلوس إكسبريس 1984–1985 – فئة قاعة المشاهير 2008

### جوائز أفضل لاعب في الدوري
- 1983: كلفن براينت، ظهير، فيلادلفيا ستارز
- 1984: جيم كيلي، لاعب وسط، هيوستن غامبلرز
- 1985: هيرشيل ووكر، ظهير، نيو جيرسي جنرالز

### جوائز أفضل لاعب في مباراة البطولة
- 1983: بوبي هيبرت، لاعب وسط، ميشيغان بانثرز
- 1984: تشاك فوسينا، لاعب وسط، فيلادلفيا ستارز
- 1985: كلفن براينت، ظهير، بالتيمور ستارز

### المفوضون
- شيت سيمونز (1982–1985[42])؛ استقال تحت ضغط من الملاك.
- هاري أشر (1985–1987)؛ توقف الدوري عن العمل.

### القادة التاريخيون
- محاولات الركض: 1,143 هيرشيل ووكر
- ياردات الركض: 5,562 هيرشيل ووكر
- منطقة إحراز الهدف: 54 هيرشيل ووكر
- استقبال الكرات: 234 جيم سميث
- ياردات الاستقبال: 3,685 جيم سميث
- منطقة إحراز الهدف: 31 جيم سميث
- محاولات التمرير: 1,352 جون ريفز
- تمريرات كاملة: 766 جون ريفز
- ياردات التمرير: 10,039 بوبي هيبرت
- منطقة إحراز الهدف: 83 جيم كيلي
- اعتراضات التمرير: 57 بوبي هيبرت

## الفرق
الفرق المتوقعة لعام 1986 باللون الرمادي.

### القائمة
- أريزونا رانغلرز (1983، 1984؛ تبادل أريزونا وشيكاغو اللاعبين)
  - أريزونا أوت لوز (1985؛ نتيجة اندماج أريزونا/أوكلاهوما)
- برمنغهام ستاليونز (1983–1985)
- بوسطن بريكرز (1983)
  - نيو أورلينز بريكرز (1984؛ انتقل من بوسطن)
  - بورتلاند بريكرز (1985؛ انتقل من نيو أورلينز)
- شيكاغو بليتز (1983، 1984؛ تبادل أريزونا وشيكاغو اللاعبين)
- دنفر غولد (1983–1985)
- هيوستن غامبلرز (1984–1985)
- جاكسونفيل بولز (1984–1985)
- لوس أنجلوس إكسبريس (1983–1985)
- ممفيس شوبوتس (1984–1985)
- ميشيغان بانثرز (1983–1984؛ اندمج مع أوكلاند لموسم 1985)
- نيو جيرسي جنرالز (1983–1985)
- أوكلاند إنفيدرز (1983–1985؛ اندمج مع ميشيغان لموسم 1985)
- أوكلاهوما أوت لوز (1984)
- فيلادلفيا ستارز (1983–1984)
  - بالتيمور ستارز (1985؛ انتقل من فيلادلفيا)
- بيتسبرغ مولرز (1984)
- سان أنطونيو غانسلينجرز (1984–1985)
- تامبا باي بانيتس (1983–1985)
- واشنطن فيدرالز (1983–1984)
  - أورلاندو رينيجادز (1985؛ انتقل من واشنطن)

### ظهور في التصفيات
3: فيلادلفيا (83، 84) / بالتيمور (85) ستارز
2: ميشيغان بانثرز (83، 84)، أوكلاند إنفيدرز (83، 85)، نيو جيرسي جنرالز (84، 85)، برمنغهام ستاليونز (84، 85)، تامبا باي بانيتس (84، 85)، هيوستن غامبلرز (84، 85)
1: شيكاغو بليتز (83)، أريزونا رانغلرز (84)، لوس أنجلوس إكسبريس (84)، ممفيس شوبوتس (85)، دنفر غولد (85)

### اقتراح 1986
قبل قرار هيئة المحلفين في قضية USFL ضد NFL، كان الدوري يخطط للمضي قدمًا بموسم 1986 مع ثمانية فرق، مقسمة إلى "قسم الاستقلال" و"قسم الحرية":
| - قسم الاستقلال - أريزونا أوت لوز - جاكسونفيل بولز1 - أورلاندو رينيجادز - تامبا باي بانيتس | - قسم الحرية - بالتيمور ستارز - برمنغهام ستاليونز - ممفيس شوبوتس - نيو جيرسي جنرالز2 |

1 اندمج مع دنفر غولد
2 اندمج مع هيوستن غامبلرز
بسبب العواقب القانونية للدعوى الفاشلة ضد دوري الرابطة الوطنية لكرة القدم، انهار اتحاد كرة القدم الأمريكية ولم يتحقق هذا التقسيم أبدًا.
من بين 23 فريقًا في اتحاد كرة القدم الأمريكية، فقط خمسة فرق لعبت طوال المواسم الثلاثة دون الانتقال أو تغيير أسماء الفرق: دنفر غولد، لوس أنجلوس إكسبريس، برمنغهام ستاليونز، نيو جيرسي جنرالز، وتامبا باي بانيتس. فقط الفرق الثلاثة الأخيرة كانت ستبقى في هذه القائمة إذا استمر الدوري في عام 1986.

## مباريات البطولة
| التاريخ       | الفريق الفائز   | الفريق الفائز | الفريق الخاسر   | الفريق الخاسر | الموقع        | الموقع                   | الحضور | أفضل لاعب   | التلفزيون |
| ------------- | --------------- | ------------- | --------------- | ------------- | ------------- | ------------------------ | ------ | ----------- | --------- |
| 17 يوليو 1983 | ميشيغان بانثرز  | 24            | فيلادلفيا ستارز | 22            | ملعب مايل هاي | دنفر، كولورادو           | 50,906 | بوبي هيبرت  | ABC       |
| 15 يوليو 1984 | فيلادلفيا ستارز | 23            | أريزونا رانغلرز | 3             | ملعب تامبا    | تامبا، فلوريدا           | 52,662 | تشاك فوسينا | ABC       |
| 14 يوليو 1985 | بالتيمور ستارز  | 28            | أوكلاند إنفيدرز | 24            | ملعب جاينتس   | إيست راذرفورد، نيو جيرسي | 49,263 | كلفن براينت | ABC       |

كان من المقرر لعب مباراة 1985 في ملعب سيلفردوم، ولكن بعد اندماج بانثرز مع أوكلاند، تم منح المباراة إلى ملعب جاينتس.
إذا كان هناك موسم 1986، كان من المقرر لعب مباراة البطولة في ملعب غاتور باول في جاكسونفيل في 1 فبراير 1987.
كانت كأس بطولة اتحاد كرة القدم الأمريكية عبارة عن خوذة فضية تحمل شعار الدوري مع قناع ذهبي، مثبتة على قاعدة رخامية بواسطة ذراع فضية منحنية. على القاعدة كانت هناك لوحات ذهبية تحمل أسماء ونتائج الفرق في مباريات بطولة اتحاد كرة القدم الأمريكية. مثل كأس ستانلي في NHL وكأس غري في CFL، ولكن على عكس كأس فينس لومباردي في دوري الرابطة الوطنية لكرة القدم لمباراة السوبر بول، كان يتم إعارتها للفريق الفائز لمدة عام بدلاً من صنع كأس جديد كل عام للفريق الفائز للاحتفاظ به. بعد فوز فيلادلفيا/بالتيمور ستارز ببطولة اتحاد كرة القدم الأمريكية الأخيرة في عام 1985، احتفظ المدير العام كارل بيترسون بالكأس، وتبرع بها إلى قاعة مشاهير كرة القدم المحترفة في عام 2018.

## عمليات الانتقاء
عقد اتحاد كرة القدم الأمريكية عمليات الانتقاء 1983 و1985 و1986 في فندق جراند هايات، نيويورك. عقدت عملية 1984 في فندق روزفلت في نيويورك. كانت عمليات الانتقاء 1983–85 في يناير بينما عقدت عملية 1986 في مايو.
عقد اتحاد كرة القدم الأمريكية عملية توسع في سبتمبر 1983 للفرق الستة التي بدأت اللعب في عام 1984. في ديسمبر 1984، عقدت عملية توزيع لشيكاغو، بيتسبرغ، أوكلاهوما وميشيغان.

### الاختيار الأول في عمليات الانتقاء الجامعية
من بين أربعة اختيارات أولى في تاريخه، فقط مايك روزير، الذي تم اختياره في عام 1984، لعب بالفعل في اتحاد كرة القدم الأمريكية. اختار دان مارينو وجيري رايس اللعب في دوري الرابطة الوطنية لكرة القدم، حيث تم اختيارهما أيضًا في الجولة الأولى من قبل ميامي دولفينز وسان فرانسيسكو 49 على التوالي، وكلاهما حقق مسيرة مهنية في قاعة المشاهير. توقف اتحاد كرة القدم الأمريكية عن العمل بعد فترة وجيزة من عملية 1986، لذا لم يوقع مايك هايت أو يلعب في الدوري، وبدلاً من ذلك تم اختياره من قبل نيويورك جتس في دوري الرابطة الوطنية لكرة القدم.
| العملية | التاريخ      | الموقع                    | اللاعب     | المركز | الكلية             | فريق اتحاد كرة القدم الأمريكية |
| ------- | ------------ | ------------------------- | ---------- | ------ | ------------------ | ------------------------------ |
| 1983    | 4 يناير 1983 | فندق جراند هايات، نيويورك | دان مارينو | QB     | بيتسبرغ            | لوس أنجلوس إكسبريس             |
| 1984    | 4 يناير 1984 | فندق روزفلت، نيويورك      | مايك روزير | RB     | نبراسكا            | بيتسبرغ مولرز                  |
| 1985    | 3 يناير 1985 | فندق جراند هايات، نيويورك | جيري رايس  | WR     | ميسيسيبي فالي ستيت | برمنغهام ستاليونز              |
| 1986    | 6 مايو 1986  | فندق جراند هايات، نيويورك | مايك هايت  | OT     | آيوا               | أورلاندو رينيجادز              |

## قراءة إضافية
- Gee، Michael (7 سبتمبر 1982). "In a league by itself: Notes on a USFL tryout". The Boston Phoenix. اطلع عليه بتاريخ 2024-09-19.
- Pearlman، Jeff (2018). Football for a Buck: The Crazy Rise and Crazier Demise of the USFL. Houghton Mifflin Harcourt. ISBN:978-0544454385. مؤرشف من الأصل في 2023-11-12.

## روابط خارجية
- USFL: A team-by-team history
- Remember the USFL